# Jacques Le Gras
Jacques Le Gras (* 1560 in Rouen; † 1600) war ein französischer Jurist und Dichter.

## Leben
Jacques Le Gras war ein Sohn des Arztes Richard Le Gras (* 1526; † 28. November 1584), der nach seinem Tod aufgrund seines Ansehens von mehreren zeitgenössischen Poeten in griechischen, lateinischen und französischen Versen gefeiert wurde. Alle diese Gelegenheitsgedichte wurden von seinem Sohn Jacques Le Gras in einer Sammlung unter dem Titel Le tombeau du feu noble homme maître Richard Le Gras de Rouen (Paris 1586) herausgegeben.
Jacques Le Gras selbst studierte Jurisprudenz und wurde Anwalt am Parlament seiner Vaterstadt. In seiner Freizeit widmete er sich der Poesie und verfasste außer Gelegenheitsgedichten eine Übersetzung der Werke und Tage des Hesiod unter dem Titel Les besongnes et les jours (Paris 1586). Nach der Einschätzung des Abbé Goujet übertraf diese Übersetzung aufgrund ihrer Genauigkeit und ihres herausragenden Stils die früheren Übertragungen von Hesiods Gedicht, die Richard Le Blanc, Lambert Daneau (Genf 1571) und Jean-Antoine de Baïf (Paris 1574) vorgelegt hatten. Le Gras führte auch den Entwurf seines Freundes La Croix du Maine zu einer Bibliothek der Französischen Literatur (Bibliothèque française) durch zwei Sonette ein, die am Ende der Vorrede abgedruckt sind. Hierfür zeigte sich La Croix du Maine erkenntlich und pries Le Gras als einen gelehrten Sprachforscher und vortrefflichen französischen Dichter.